# Villa Rosenburg

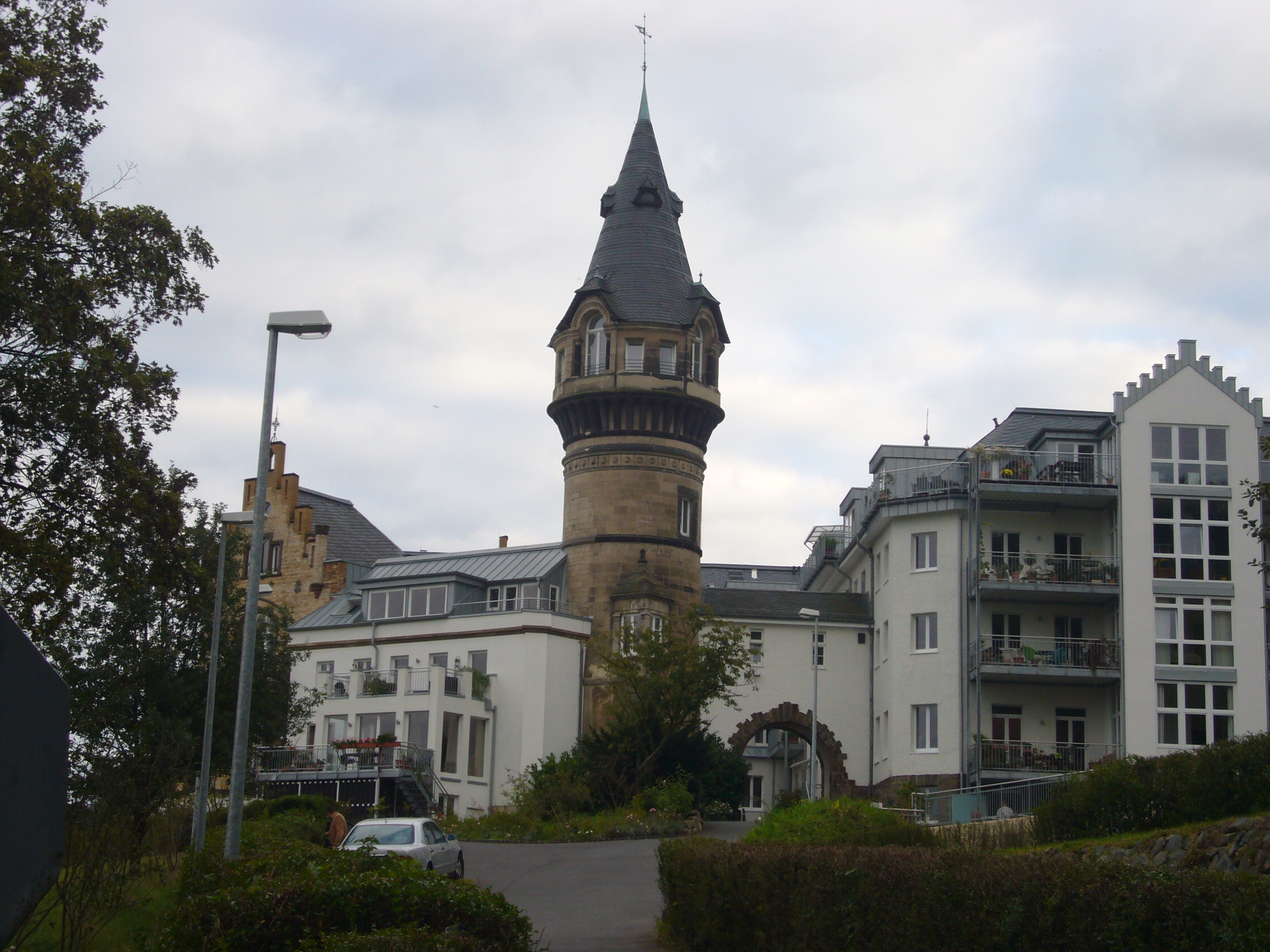

La villa Rosenburg était le bâtiment du siège du ministère de la Justice de la République fédérale d'Allemagne (RFA) de 1950 à 1973. Sous la RFA, elle a également abrité l'Académie fédérale pour la politique de sécurité ainsi que les services de l'armée. Vendue en 2008 par l'État allemand à un bailleur privé, la villa accueille de nos jours depuis des appartements de luxe.